# Wirtualna Polska

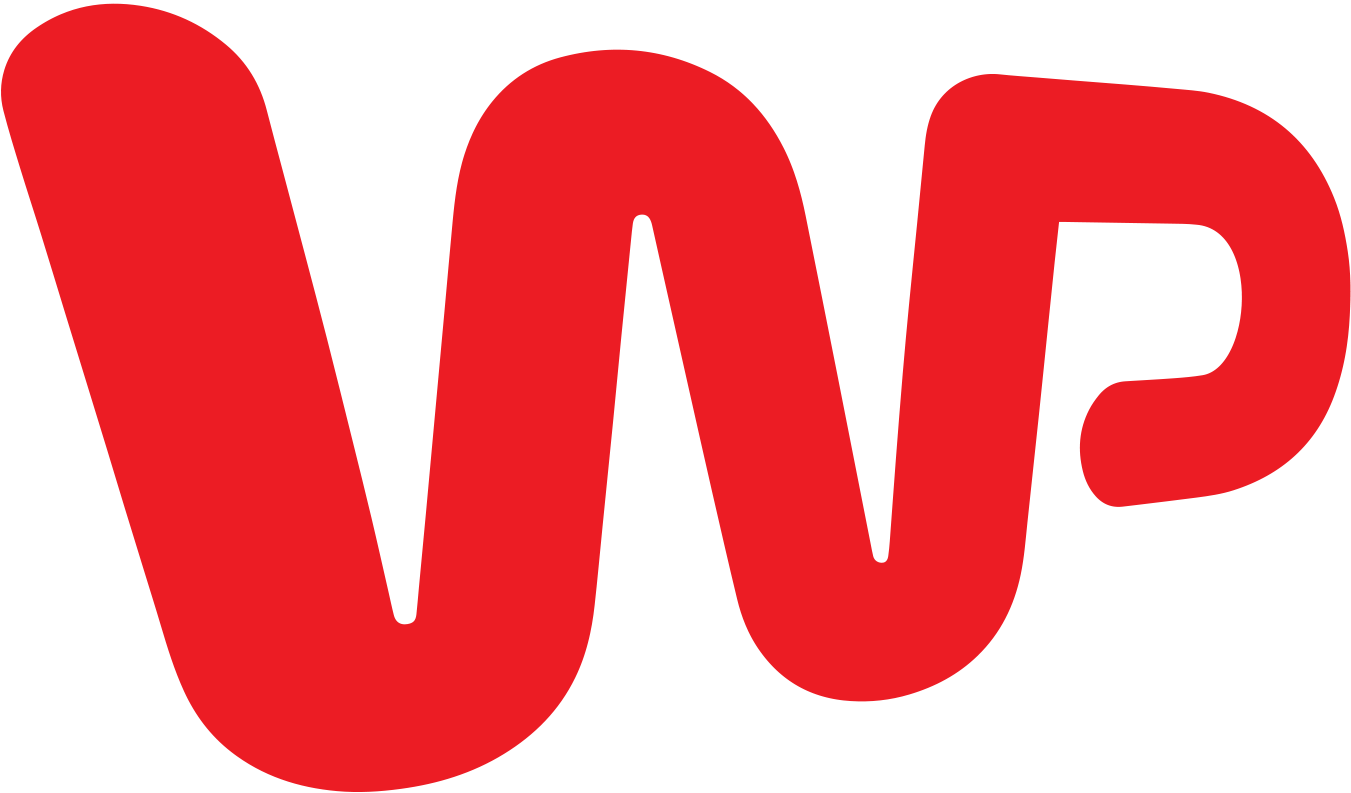

Wirtualna Polska ("virtueel Polen") is een bekende Poolse portaalsite zoals Yahoo!. De website werd gestart in 1995.
Wirtualna Polska biedt verschillende diensten aan zoals gratis e-mail, persoonlijke webpagina's, een zoekmachine, een chatdienst (Spik), financiële gegevens, sms, een veiling en weblogs.

## Spik
Spik (vroeger: wpkontakt) is het chatprogramma van Wirtualna Polska. De chatdienst van het bedrijf is gebaseerd op Jabber waardoor er ook kan gechat worden met gebruikers van andere chatdiensten die Jabber gebruiken. Daarnaast biedt het bedrijf ook Jabber-transporten aan voor de in Polen populaire chatdienst Gadu-Gadu en voor ICQ. Voor haar chatdienst sponsorde Wirtualna Polska sinds 2003 de Jabber-server WPJabber.